# Ampliación Ejido Plan Libertador
Ampliación Ejido Plan Libertador es un barrio de la ciudad mexicana de Playas de Rosarito, cabecera del municipio de Playas de Rosarito, Baja California. 
Se localiza entre los 117º01'43"  y los 32º24'39" N, está a una altitud de 200 m s. n. m. En 2010, INEGI registró una población de 5906 habitantes.
- Datos: Q49850862

1. ↑  Catálogo de Claves de Entidades Federativas y Municipios.
2. ↑  Catálogo de claves de localidades (formato XLS comprimido).